# Can't Stop (EP)
Can't Stop은 2014년 2월 24일 발매된 씨엔블루의 5번째 미니 앨범이다.

## 수록곡 (작사 / 작곡)
1. Can't Stop (정용화, Heaven Light / 정용화, Heaven Light)
2. Diamond Girl (정용화 / 정용화)
3. 독한 사랑(Cold Love) (정용화 / 정용화)
4. 잠 못드는 밤(Sleepless night) (이종현, Heaven Light / 이종현, Heaven Light)
5. Love is... (정용화 / 정용화, Heaven Light)
6. 아이의 노래(Like a child) (정용화 / 정용화)